# 太田朝敷
太田朝敷（日语：／ Ōta Chōfu，1865年5月2日—1938年11月25日），沖繩新聞人、政治家。

## 生平
他出生於琉球國首里士族家庭中。1882年，與高嶺朝教、岸本賀昌、謝花昇、今歸仁朝蕃等人一起，作為第一次縣費留學生，前往日本本土的學習院（今學習院大學）、東京高等師範學校、慶應義塾學習。在慶應義塾，他受到福澤諭吉思想的熏陶。回到沖繩後，他激進地要求沖繩應該立即被日本本土同化，對親中國派的人士進行猛烈抨擊。1893年9月15日，他參與成立琉球新報。1913年至1916年，擔任沖繩縣會副議長。1929年，他就任琉球新報的社長。同年當選第4任首里市長。
著作有回憶錄《沖繩縣政五十年》（1932年）。